# Mathias Habersack

Mathias Habersack

Mathias Habersack (* 1960) ist ein deutscher Jurist und Professor an der Ludwig-Maximilians-Universität München.

## Leben
Habersack studierte Rechtswissenschaften in Würzburg und Heidelberg. 1986 wurde er wissenschaftlicher Mitarbeiter von Peter Ulmer. Mit einer Arbeit zu Vertragsfreiheit und Drittinteressen wurde er in Heidelberg 1990 zum Dr. iur. promoviert. Ab 1991 war Habersack wissenschaftlicher Assistent von Ulmer. Während seiner Assistenzzeit arbeitete er an seiner Schrift über die gesellschaftsrechtliche Mitgliedschaft, die 1995 zur Habilitation führte.
Zum 1. April 1996 nahm Habersack einen Ruf an die Universität Regensburg an. Von 2000 bis 2007 war er Inhaber des Lehrstuhls für Bürgerliches Recht, Handels- und Gesellschaftsrecht, Wirtschaftsrecht an der Universität Mainz und seit 2003 zudem Direktor des Instituts für deutsches und internationales Recht des Spar-, Giro- und Kreditwesens. Zum Wintersemester 2007/08 wechselte Habersack als Nachfolger des emeritierten Harm Peter Westermann an die Universität Tübingen. Seit dem 1. April 2011 ist er – nach Ablehnung eines Rufes an die Universität Bonn (Lehrstuhl für Bürgerliches Recht, Handels- und Gesellschaftsrecht) – Inhaber des Lehrstuhls für Bürgerliches Recht und Unternehmensrecht an der Universität München.
Habersack ist Mitglied der Ständigen Deputation des Deutschen Juristentages und war von 2016 bis 2022 deren Vorsitzender (und damit Präsident des 72. djt in Leipzig und des 73. djt in Bonn). Er ist Mitglied des Arbeitskreises Wirtschaft und Recht im Stifterverband für die deutsche Wissenschaft, des Vorstands der Vereinigung für Gesellschaftsrecht und des Kuratoriums der Bankrechtlichen Vereinigung. Von 2012 bis 2020 war er Mitglied des Fachkollegiums Rechtswissenschaften der DFG.
Er gibt mit Wulf Goette und Susanne Kalss den mehrbändigen und in mehreren Auflagen erschienenen Münchener Kommentar zum Aktiengesetz heraus. Nach ihm ist die ehemals als Schönfelder bekannte Gesetzessammlung benannt.
Akademische Schüler von Habersack sind Dirk A. Verse, Jan Schürnbrand, Max Foerster und Christoph A. Weber.

## Varia
Nach einem Bericht der LTO soll Habersack einer der Gutachter im Verfahren über die Erteilung der Honorarprofessur für den amtierenden Präsidenten des Bundesverfassungsgerichts, Stephan Harbarth, gewesen sein. Die Verleihung der Honorarprofessur an Harbarth steht in der Kritik, unter anderem aufgrund der Nähe seiner ehemaligen Kanzlei Schilling, Zutt & Anschütz (SZA) und der beteiligten Gutachter. Im Anschluss an Habersacks Zeit am Lehrstuhl von Peter Ulmer promovierte Harbarth an dem von Peter Ulmer zusammen mit Peter Hommelhoff und Peter-Christian Müller-Graff geleiteten Institut; die Promotion wurde von Peter Hommelhoff betreut. Peter Ulmer ist heute Of Counsel bei SZA. Auch der zweite Gutachter Walter Bayer weist eine entsprechende Nähe auf.

## Veröffentlichungen (Auswahl)
- Vertragsfreiheit und Drittinteressen. Duncker & Humblot, Berlin 1992. ISBN 3-428-07293-6
- Die Mitgliedschaft – subjektives und „sonstiges“ Recht. Mohr Siebeck, Tübingen 1996. ISBN 3-16-146550-4
- Europäisches Gesellschaftsrecht (zusammen mit Dirk A. Verse). 5. Aufl., Beck, München 2019. ISBN 978-3-406-71944-8
- Konzernrecht (zusammen mit Volker Emmerich und Matthias Lüdeking). 12. Aufl., Beck, München 2023. ISBN 978-3-406-79886-3
- Münchener Kommentar zum Aktiengesetz (Hrsg., zusammen mit Wulf Goette). 3. Aufl., Beck, München 2008 ff., 4. Aufl., 2014 ff., 5. Aufl. 2018 ff., 6. Aufl. 2023 ff.
- Großkommentar zum GmbHG (Hrsg., zusammen mit Peter Ulmer und Martin Winter). Mohr Siebeck, Tübingen, 2005 ff., 2. Aufl., 2013 ff. (zusammen mit Peter Ulmer und Marc Löbbe), 3. Aufl. 2019 ff. (zusammen mit Matthias Casper und Marc Löbbe).
- Staub, Großkommentar zum HGB (Hrsg., zusammen mit Stefan Grundmann und Carsten Schäfer). 6. Aufl., de Gruyter, Berlin, 2021 ff.
- SE-Recht: mit grenzüberschreitender Verschmelzung (Hrsg., zusammen mit Florian Drinhausen). 3. Aufl., Beck, München, 2022. ISBN 978-3-406-77206-1.
- Handbuch der Kapitalmarktinformation (Hrsg., zusammen mit Peter O. Mülbert, Michael Schlitt). 3. Aufl., C.H. Beck, München, 2020, ISBN 978-3-406-72870-9.
- Umwandlungsgesetz (Hrsg., zusammen mit Hartmut Wicke). 3. Aufl., C.H. Beck, München, 2023, ISBN 978-3-406-79446-9.